# The Song Diaries
The Song Diaries è un album di raccolta della cantante britannica Sophie Ellis-Bextor, pubblicato nel 2019.

## Tracce
1. Groovejet – 3:20
2. Take Me Home – 4:23
3. Murder on the Dancefloor – 3:46
4. Move This Mountain – 4:47
5. Music Gets the Best of Me – 3:28
6. Mixed Up World – 3:43
7. Catch You – 3:58
8. Me and My Imagination – 3:47
9. Today the Sun's on Us – 4:19
10. Heartbreak (Make Me a Dancer) – 3:52
11. Bittersweet – 3:35
12. Not Giving Up on Love – 3:14
13. Young Blood – 4:39
14. Love Is a Camera – 3:57
15. Wild Forever – 4:31
16. A Pessimist Is Never Disappointed – 4:04
17. Love Is You (bonus track) – 3:15
18. Take Me Home (orchestral disco version) (bonus track) – 3:14
19. Murder on the Dancefloor (orchestral disco version) (bonus track) – 3:26